# رئيس صربيا
رئيس صربيا هو رئيس دولة صربيا. تم تصميمه رسميًا كرئيس للجمهورية.
صاحب المكتب الحالي هو ألكسندر فوتشيتش. انتخب في 2 أبريل 2017 وتولى منصبه في 31 مايو 2017. تتضمن القائمة رؤساء دولة جمهورية صربيا الاشتراكية، وهي دولة مكونة لجمهورية يوغوسلافيا الاتحادية الاشتراكية ورؤساء دولة جمهورية صربيا (1992-2006)، وهي دولة مكونة لجمهورية يوغوسلافيا الاتحادية ودولة اتحاد صربيا والجبل الأسود . قبل عام 1974، كان رئيس دولة صربيا هو رئيس البرلمان الصربي.
يتم انتخاب الرئيس بشكل مباشر لمدة خمس سنوات، ويقتصر الدستور على فترتين كحد أقصى. بالإضافة إلى كونه القائد الأعلى للقوات المسلحة، فإن الرئيس لديه واجب إجرائي يتمثل في تعيين رئيس الوزراء بموافقة الجمعية الوطنية، وله بعض النفوذ على السياسة الخارجية. يقع مكتب الرئيس في نوفي دفور .

## المهام والاختصاصات
يعتبر منصبًا شرفيًا إلى حد كبير، وتتمثل واجبات واختصاصات الرئيس كما هو منصوص عليه في الفصل الخامس، المادة 112 من الدستور في:
- تمثيل صربيا في الداخل والخارج.
- إصدار القوانين بناء على مرسومها، وفقا للدستور.
- اقتراح فرد لمنصب رئيس الوزراء إلى مجلس النواب.
- اقتراح شاغلي المناصب على مجلس الأمة وفقا للدستور.
- تعيين وعزل سفراء صربيا بناء على مرسومهم، بناء على اقتراح الحكومة.
- - استلام خطابات الاعتماد وخطابات الاعتماد القابلة للإلغاء من الممثلين الدبلوماسيين الأجانب.
- منح العفو ومنح الأوسمة.
- إدارة الشؤون الأخرى المنصوص عليها في الدستور.

طبقًا للقانون، يتولى رئيس الجمهورية قيادة الجيش وتعيين ضباط جيش صربيا وترقيتهم وإعفائهم.

## قسم اليمين
يؤدي رئيس الجمهورية عند توليه منصبه اليمين التالية أمام مجلس الأمة:
أنا <الاسم>، أقسم رسميًا أنني سأكرس كل جهودي للحفاظ على سيادة وسلامة أراضي جمهورية صربيا، بما في ذلك كوسوفو وميتوهيا كجزء مكون منها، فضلاً عن توفير ممارسة حقوق الإنسان والحريات وحقوق الأقليات، واحترام وحماية الدستور والقوانين، والحفاظ على السلام والرفاهية لجميع مواطني جمهورية صربيا وأداء جميع واجباتي بضمير حي ومسؤولية.

## مدة الولاية
مدة ولاية رئيس الجمهورية خمس سنوات ميلادية تبدأ من يوم أدائه اليمين أمام مجلس الأمة.
إذا انتهت مدة ولاية رئيس الجمهورية أثناء حالة الحرب أو الطوارئ، يمدد أجلها بحيث تستمر حتى انقضاء ثلاثة أشهر من يوم انتهاء حالة الحرب، أي حالة الطوارئ.
ولا يجوز انتخاب أحد لمنصب رئيس الجمهورية أكثر من مرتين.
تنتهي مدة ولاية رئيس الجمهورية بانتهاء المدة التي انتخب لها، أو باستقالته، أو إعفائه من منصبه.
يقدم رئيس الجمهورية استقالته إلى رئيس مجلس الأمة.

## طاقم الدعم
يتولى مستشارو الرئيس تنفيذ المهام التحليلية والاستشارية وغيرها من المهام المقابلة لاحتياجات رئيس الجمهورية، فضلاً عن المهام الخبيرة الأخرى في علاقات الرئيس بالحكومة والبرلمان.
وتشمل المناصب الإضافية المرتبطة بمكتب الرئيس ما يلي:
• رئيس ديوان رئيس الجمهورية .
• الأمين العام لرئيس الجمهورية، الذي يتولى رئاسة أمانة رئيس الجمهورية.

## الانتخابات الاخيرة
جاءت الأصوات في الانتخابات الأخيرة كالتالي:
- ألكسندر فوتشيتش الحزب التقدمي الصربي 2,224,914 60.01
- زدرافكو بونوش يونايتد من أجل انتصار صربيا 698,538 18.84
- ميلوش يوفانوفيتش البديل الديمقراطي الوطني 226,137 6.10
- بوشكو أوبرادوفيتش دفيري – بوكس 165,181 4.46
- ميليكا دوردفيتش ستامينكوفسكي حماة القسم من الحزب الصربي 160,553 4.33
- بيليانا ستويكوفيتش يجب علينا 122378 3.30
- برانكا ستامينكوفيتش السياديون 77031 2.08
- ميشا فاتشيتش صربي يمين 32,947 0.89
- المجموع 3,707,679 100.00
- الأصوات الصحيحة 3,707,679 97.63
- الأصوات غير الصحيحة/الفارغة 89,933 2.37
- إجمالي الأصوات 3,797,612 100.00
- الناخبون المسجلون/الإقبال 6,502,307 58.62